# Шестаков, Евгений Викторович
Евге́ний Ви́кторович Шестако́в (24 ноября 1964, Камышлов, Свердловская область) — российский писатель
-юморист
, автор монологов, актёр, блогер. 
Автор серии роликов «Гитлер и …», первый из которых получил название «Гитлер и скайп», а также серии видеороликов про Лаврентия Августовича и его помощника Шурку.

## Биография
В возрасте двух лет с родителями переехал в город Новокузнецк, где окончил школу № 87. Учился в Томском университете на историческом факультете, но обучение не закончил.

### Творчество
Евгений Шестаков — автор монологов, исполнявшихся на эстраде Ефимом Шифриным, Геннадием Хазановым, Михаилом Евдокимовым, Михаилом Грушевским. Пытался сотрудничать с Михаилом Задорновым, но опыт был неудачным: Задорнов предлагал Шестакову 500 долларов за написанные тексты в обмен на то, что последний откажется от своего авторства.
Написал книги «Пьяные ёжики», «Пьяные сказки», «Дятел оборудован клювом». Автор миниатюры «Медведь и бабы» и «Песни про кота».
Публиковался в ряде периодических изданий, среди которых: «Огонёк», «Магазин», «Московский комсомолец», «Литературная газета», «Век». Делал передачи на ОРТ (в частности, некоторое время был причастен к выпуску юмористической программы «С лёгким паром!», которую вёл Михаил Евдокимов) и «Радио Свобода». Принимал участие в программе Евгения Петросяна «Кривое зеркало».
Также, он — автор роликов (текст и голос) «Гитлер и скайп», «Гитлер про torrents.ru» и других видео этой серии, сделанной в сотрудничестве с Андреем Бочаровым. Одно время вместе с ним же делал «неподцензурный и уморительный» интернет-канал «Хультура». 
Автор серии видеороликов про депутата Лаврентия Августовича (исп. Е. Шестаков) и его помощника Шурку (А. Бочаров) и политического видеоблога.

### Общественная позиция
Посещал акцию протеста на Болотной площади, после фальсификаций на выборах в Государственную думу в декабре 2011 года. На своих страницах в социальных сетях неоднократно высмеивал многие российские реалии образца начала и середины 2010-х годов, в частности, милитаризм и культ личности Путина, московские пробки и политику Собянина, министра иностранных дел РФ Сергея Лаврова и министра культуры Владимира Мединского.
После отставки мэра Москвы Юрия Лужкова в сентябре 2010 года Шестаков опубликовал в своём ЖЖ пост, который состоял всего из одного слова: «Умэр».

## Награды
Лауреат премии «Триумф», премии «Золотой телёнок» «Литературной Газеты» («Клуба 12 стульев») (1995 год), московского кубка юмора и др.